# Le Parc (ballet)
Le Parc est une chorégraphie d'Angelin Preljocaj créée en 1994, sur une musique de Mozart, pour les danseurs du Ballet de l'Opéra de Paris. Le chorégraphe s'interroge sur le cheminement des passions et la guerre des sexes. Il invite à un voyage au pays de la Carte de Tendre dans un style particulier fait d'un lyrisme teinté d'une forte sensualité.

## L'intrigue ou les jeux de l'amour dans un jardin français
Dans un décor loin d'être bucolique, quatre jardiniers, modernes Cupidons aux lunettes noires, rythment le mécanisme des conquêtes sentimentales : on se cherche, on s'aguiche, on s'observe, on se désire, on se refuse mais l'orgueil finit par céder en libérant les ardeurs trop longtemps refoulées. Sur des musiques empruntées à Mozart, Preljocaj campe les stratégies galantes qui aboutissent à l'amour.
Le chorégraphe part ici à la recherche des codes et comportements amoureux de la littérature des XVIIe et XVIIIe siècles depuis les amours platoniques de La Princesse de Clèves jusqu'au libertinage des Liaisons dangereuses.

## La création du ballet
Le Parc a été créé le 9 avril 1994 à l'Opéra Garnier avec deux couples de danseurs : Isabelle Guérin et Laurent Hilaire ainsi qu'Élisabeth Maurin et Manuel Legris. Il a été repris à l'Opéra Bastille en février et mars 1996, en avril 1999 et en février 2002. Il a été également représenté au Festival RomaEuropa de juillet 1994, au Festival français de Singapour en octobre 1995, au MET de New York en juillet 1996, au Festival d'Aix-en-Provence de juillet 1997, à l'Opéra royal du château de Versailles en mars 1999 et au War Memorial & Performing Arts Center de San Francisco (Californie) en mai 2001.
Cette chorégraphie d'Angelin Preljocaj a reçu un Prix Benois de la danse (Moscou) en 1995 et le film qui en a été tourné à l'Opéra de Paris en 1999 s'est vu décerner le « Grand Prix International de Vidéo-Danse » à Nice en décembre 1999.

## La partition musicale
Aux extraits de pièces pour cordes et de concertos pour piano de Mozart, le chorégraphe mêle des créations sonores de Goran Vejvoda.
- Ouverture : Adagio de la Symphonie n° 36 dite de « Linz » en do majeur - K. 425 (1783)

Acte I
- 1. Les jardiniers
Création sonore
- 2. Les représentants des deux sexes s'observent 
Adagio et fugue en ut mineur - K. 546 (1783)
- 3. Jeux d'approche
Six danses allemandes - K. 571 (1789) (la 4e n'est pas utilisée)
- 4. Rencontre 
Pas de deux
Andantino en si bémol du Concerto pour piano n° 14 ern mi bémol majeur - K. 449 (1784)

Acte II
- 5. Les jardiniers
Création sonore
- 6. Tendres appas
Les demoiselles
Rondo de la Petite Musique de Nuit - K. 525 (1787)
- 7. Désirs
Les messieurs
Andantino en la du Divertimento n° 11 en ré majeur - K. 251 (1776)
- 8. Conquête
Quatre amoureux
Presto de la Plaisanterie Musicale pour cordes et deux cors - K. 522 (1787)
- 9. Résistance
Pas de deux
Andante en mi bémol du Concerto pour piano n° 15 en si bémol majeur - K. 450 (1784)

Acte III
- 10. Rêve - Les jardiniers
Création sonore
- 11. Lamentation 
Quatre amoureuses
Adagio en fa majeur extrait de l'adagio et fugue pour cordes d'après J.S. Bach - K. 404a (1782)
- 12. Ardeur
Allegro du Divertimento en si bémol majeur - K. 137 (1782)
- 13. Pâmoison
Sept couples
Adagio de la Sérénade « Haffner » en ré majeur - K; 250 (1776)
- 14. Abandon
Pas de deux
Adagio en fa dièse mineur du Concerto pour piano n° 23 en la majeur - K. 488 (1786)

Épilogue
- 15. Les jardiniers
Création sonore

## Filmographie
- Le Parc, DVD chez Bel Air (BAC009), 1999.

## Publicité
Un extrait du ballet dansé par Benjamin Millepied et Virginie Caussin a été utilisé en 2011 par Angelin Preljocaj pour la réalisation d'une publicité pour Air France tournée au Maroc.